# Revolver Apache
Pour les articles homonymes, voir Apache.
Un revolver Apache est une arme de poing qui incorpore plusieurs autres armes (poing américain, baïonnette), rendues notoires par les figures de la pègre française du début des années 1900, connues sous le nom de Les Apaches.

## Histoire
La conception du revolver Apache date des années 1860 et est attribuée à Louis Dolne. Le pistolet a été fabriqué jusqu'à la fin des années 1870.

## Description

Dessin d'un revolver Apache

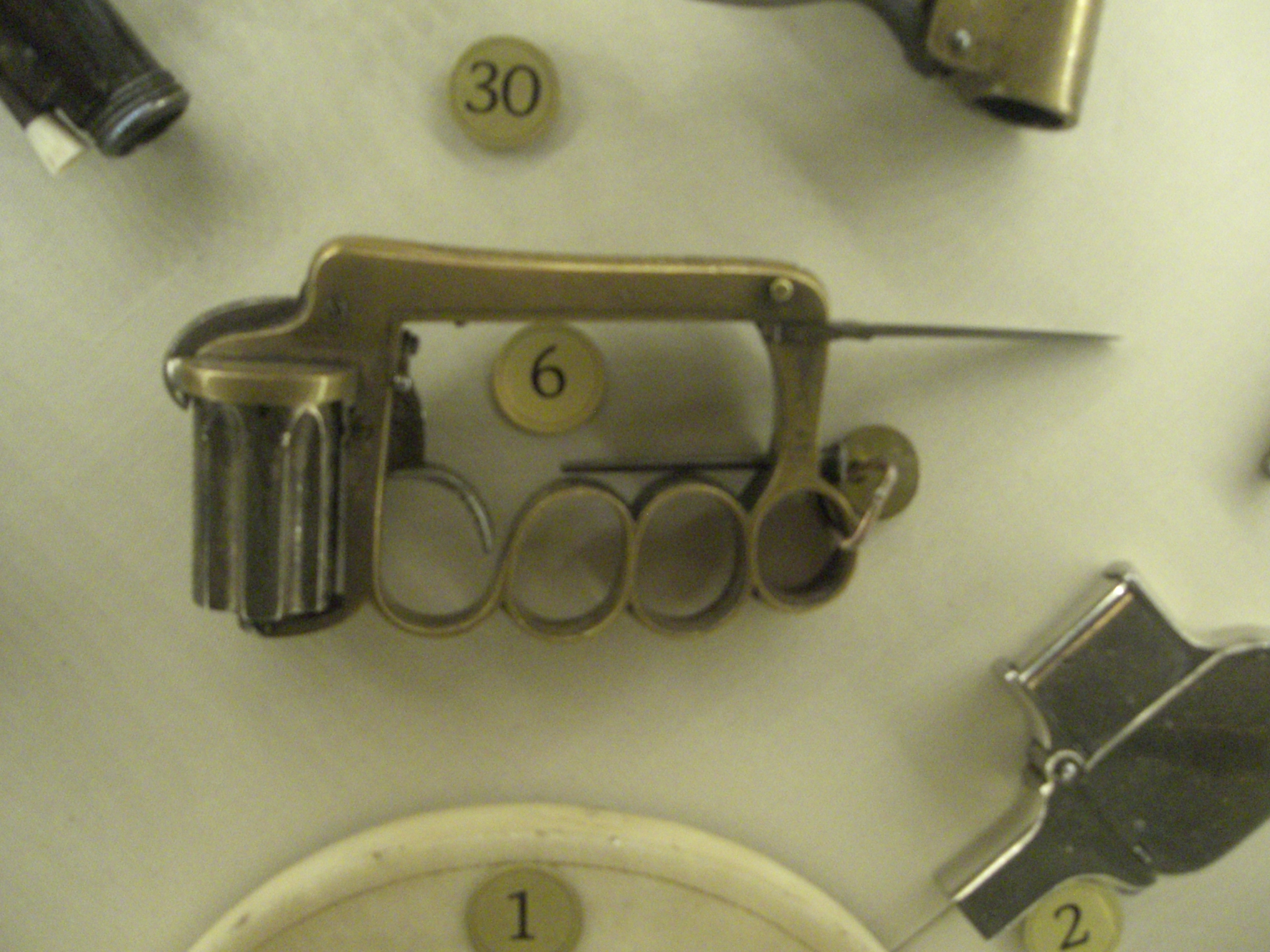
Pistolet Deleaxhe Apache 7mm

Le revolver Apache fonctionne sur le principe d'un revolver poivrière (pepperbox revolver) utilisant une cartouche à broche et comporte un poing américain rétractable, formant la poignée et un rudimentaire couteau double tranchant pliable.
En raison de l'absence de canon, la portée effective du revolver est très limitée. Étant donné que ses composants peuvent être repliés vers le barillet, il est facilement dissimulable à l'intérieur d'une poche. Il était courant de laisser une chambre vide sans cartouche sous le chien, car l'arme n'a ni pontet ni cran de sécurité (de plus les munitions à broche sont plus sensibles que nos munitions modernes à percussion centrale). L'arme ne peut pas être pointée avec précision en raison de son manque d'organe de visée avant et arrière et de son absence de canon. Malgré son potentiel limité, le revolver était efficace à très courte portée. Pour le rechargement, le barillet de six coups doit être retiré, rempli et remplacé.
Un revolver en 9 × 19 mm Parabellum de conception similaire (mais sans désignation officielle) aurait été utilisé par les commandos britanniques pendant la Seconde Guerre mondiale, bien que les statistiques exactes sur les chiffres de production et les détails techniques ne soient pas encore divulgués au public.
Le calibre du revolver Apache est .27 ou 7mm.

## Voir également
- Pistolet à gants Sedgley OSS .38
- Épée pistolet